# André Pauletto
André Pauletto, né le 20 avril 1936 à Marseille et mort le 13 novembre 2016 au Centre pénitentiaire de Caen, est un tueur en série et pédocriminel français, condamné pour trois meurtres commis sur ses proches : sa maîtresse, en 1960, puis son épouse, en 1967, ainsi que sa fille de 10 ans, en 1977.
Le cas de Pauletto a fait l'objet de grands dysfonctionnements judiciaires, en raison des peines clémentes dont il avait bénéficié, en 1962 et 1969, qui ont successivement entraîné ses libérations de prison.
Lors de son procès, en mai 1981, Pauletto était au centre des débats politiques en raison de son crime odieux, perpétré sur sa propre fille, et a été condamné à la peine de mort. Par ailleurs, après recours en cassation, Pauletto a vu sa condamnation cassée pour vice de forme, créant ainsi l'Arrêt Pauletto. Rejugé en novembre 1982, il a été condamné à la réclusion criminelle à perpétuité, la peine de mort ayant été abolie entre temps.
À sa mort, en novembre 2016, il était connu pour avoir été l'un des plus anciens détenus de France, après avoir purgé 49 ans de détention,.

## Biographie

### Jeunesse
André Eugène Pauletto naît le 20 avril 1936 à Marseille. Son frère aîné, Jean Pauletto, est né le 19 octobre 1929 dans cette même ville. Les Pauletto sont des immigrés d'origine italienne, arrivés à Marseille au cours des années 1920,.
Lors de la Seconde Guerre mondiale, Pauletto est envoyé à l'Évêché, où il subit des traitements médicamenteux sévères et des lynchages.
À partir des années 1950, Pauletto se met à fréquenter divers endroits, dans lesquels il exerce la prostitution. Il fréquentes également de nombreuses prostituées, avec lesquelles il entretient des relations amoureuses.
En 1960, à 24 ans, il entretient une relation avec Anna Valentin, une prostituée surnommée « Violette ».

### Premier meurtre et première détention
Dans la nuit du 17 au 18 décembre 1960, Pauletto et Violette louent une chambre à l'Hôtel Idéal de Marseille. Peu après minuit, Violette lui annonce son intention de le quitter. Pauletto tente de la convaincre de rester avec lui, mais la jeune femme refuse. Enragé à l'idée de cette rupture amoureuse, Pauletto se jette sur elle, s'empare d'un couteau, puis la poignarde dans la poitrine. Dans un premier temps blessée, Violette meurt après une courte agonie. Lorsqu'arrivent les urgences, il est trop tard pour la jeune femme. Placé en garde à vue, Pauletto affirme ne pas avoir eu l'intention de tuer sa compagne. Il déclare cepedant avoir perdu contrôle après qu'elle lui ait annoncé son souhait de le quitter,.
Le 19 décembre 1960, Pauletto est inculpé pour meurtre puis placé en détention provisoire,.
Pauletto comparaît, le 9 mai 1962, devant la Cour d'assises des Bouches-du-Rhône. Le statut de la victime étant illégal à l'époque, il bénéficie de circonstances atténuantes et est condamné à 7 ans de réclusion criminelle,.

### Libération, mariage et deuxième meurtre
Pauletto est libéré, le 22 décembre 1964, après quatre ans d'emprisonnement.
En 1965, il fait la connaissance de Lucette Baudry, elle aussi prostituée. Le couple se marie rapidement et donne naissance à une fille : Yvonne, née le 7 février 1967. Pauletto ne se réjouit pas de l'arrivée de sa fille, d'autant que Lucette le trompe avec un autre homme. Il ne peut supporter les infidélités de son épouse et décide de la traquer.
Dans la nuit du 22 au 23 août 1967, Lucette fait ses valises pour quitter définitivement le domicile conjugal. Ne supportant pas ce départ, Pauletto se jette sur elle et la tue de treize coups de couteaux. Il est arrêté le matin même et placé en garde à vue. De la même manière que son premier meurtre, Pauletto affirme ne pas avoir supporté que son épouse l'abandonne, avec sa fille en bas âge. Il est inculpé pour meurtre, commis en récidive, puis placé en détention provisoire. Yvonne, quant à elle, est placé chez sa grand-mère, la mère de Pauletto.
Pauletto comparaît, en 1969, devant la Cour d'assises des Bouches-du-Rhône. Lors du procès, il dit avoir tué son épouse car elle s'apprêtait à la quitter et plaide le crime passionnel, son épouse lui ayant fait des infidélités. Le statut de prostituée de la victime joue, là encore, en faveur de Pauletto. Au terme du jugement, la cour accrédite la thèse du drame passionnel et le condamne à 20 ans de réclusion criminelle.
Incarcéré à la Prison des baumettes, Pauletto est transféré au Centre de détention de Muret, où il est décrit comme un détenu modèle. Alors qu'il y est toujours détenu, sa mère décède. Jean, le frère de Pauletto, obtient la garde de l'enfant, à la condition qu'elle demeure dans un institut médico-pédagogique. Jean lui rend visite tous les quinze jours, mais commet des attouchements sur elle, alors qu'André purge toujours sa peine,.

### Permissions de sortie et troisième meurtre

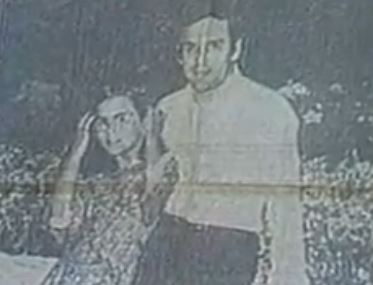
André Pauletto et sa fille, Yvonne, au cours d'une permission de sortie, en 1977.

Entre août et octobre 1977, Pauletto bénéficie de huit permissions de sortie, durant lesquelles il se rend à l'I.M.P. pour voir sa fille Yvonne, désormais âgée de 10 ans. Il apprend alors qu'elle a subi des sévices sexuels de la part de Jean, alors que celui-ci lui rendait visite,.
Le 20 octobre 1977, au cours de sa neuvième permission, Pauletto se rend une nouvelle fois à l'I.M.P.. Profitant d'un moment seul avec sa fille, il la viole, puis l'étrangle à mort, avant de démembrer son cadavre. À la suite de cela, Pauletto dissimule les restes dans une malle de fer. Constatant l'absence d'Yvonne, l'I.M.P. se met à sa recherche. Le corps de la fillette est découvert dans la malle avec de nombreuses traces de violences. L'autopsie conclue à un meurtre par dépeçage précédé d'un viol. Pauletto est directement arrêté et placé en garde à vue. Il reconnaît avoir tué sa fille après avoir appris que Jean l'agressait sexuellement. Jean est arrêté à son tour et reconnaît les abus sexuels commis sur la fillette. André est inculpé pour meurtre, commis en récidive, atteinte à l'intégrité du cadavre, ainsi que viol sur mineure. Jean, quant à lui, est seulement inculpé pour abus sexuel sur mineure. Tous deux sont placés en détention provisoire,.
L'affaire fait beaucoup de bruit dans la presse locale, en raison du profil de Pauletto : un tueur multirécidiviste, deux fois meurtrier par le passé. Il est même surnommé le « monstre »,,.

### Procès et condamnation
Le 18 mai 1981, s'ouvre le procès de Jean et d'André Pauletto, devant la Cour d'assises des Bouches-du-Rhône.
Lors de son jugement, André Pauletto dit regretter son geste, et se qualifie lui-même, de « monstre ». Il affirme cependant s'être senti obligé de tuer Yvonne pour la protéger des abus sexuels répétés de Jean. Interrogé concernant les abus sexuel, il reconnaît des attouchements mais nie toute pénétration. Concernant André, les psychiatres soulignent qu'il nécessite des soins que l'administration pénitentiaire n'est pas en mesure de lui dispenser. Malgré l'élection de François Mitterrand, quelques jours plus tôt, la cour décide de requérir la peine de mort à l'encontre d'André, bien qu'elle n'ait que peu de chances d'aboutir,.
Le 21 mai 1981, André est condamné à la peine de mort, tandis que Jean est condamné à 7 ans de réclusion criminelle,.
Pauletto et son avocat forment un pourvoi en cassation qui, le 21 avril 1982, casse le jugement car les faits de viol, commis avant le 23 décembre 1980, étaient considérés comme un attentat à la pudeur et ne suscitaient une condamnation pour ce motif. Cette décision de la Cour de cassation — qui est une première — donne naissance à l'Arrêt Pauletto. Entre temps, la peine de mort a été abolie,.
Pauletto est rejugé du 15 au 18 novembre 1982, devant la Cour d'assises du Gard. Lors de ce jugement, la responsabilité pénale de l'accusé est confirmée, malgré son passé trouble et les débats sur l'application de l'article 64 du code pénal concernant les crimes commis en état de démence. Malgré une reconnaissance de troubles psychiques, Pauletto est condamné, à la réclusion criminelle à perpétuité,.

### La deuxième plus longue détention Française
En 1989, la journaliste Frédérique Lebelley rend visite Pauletto, au Centre pénitentiaire de Caen pour le questionner quant à ses crimes. Il lui déclare son intention de purger sa peine jusqu'au bout, en repoussant toute idée de suicide,.

« Sans plus rien attendre parce que je n'ai droit à rien. J'ai une telle honte de ce que j'ai fait que je ne revendique rien. »

— André Pauletto
Libérable à partir d'octobre 1992, Pauletto n'a jamais formulé de demande de libération, conformément à ses propos.
Après la libération de Lucien Léger, en octobre 2005, il fait partie des plus anciennes détentions de France, derrière Pierre-Just Marny et Maurice Gateaux. De nombreux médias se manifestent, à partir de 2014, pour évoquer les plus longues détentions de France,,.
Pauletto meurt le 13 novembre 2016, au Centre pénitentiaire de Caen, après 49 ans de détention,,,. En comptant ses premières condamnations, il aura passé 53 ans de sa vie en prison. Avec 49 ans de détention consécutifs, il détient, à ce jour, la deuxième plus longue détention de France, derrière Maurice Gateaux.

## Controverses
Le cas de Pauletto a suscité un débat sur la question de la responsabilité pénale, notamment en ce qui concerne les individus souffrant de troubles psychiques.

## Impact juridique
L'affaire d'André Pauletto a également eu des répercussions sur le système juridique français avec l'arrêt Pauletto, rendu par la Cour de cassation le 21 avril 1982.